# Hai-uri
Hai-uri è un essere di cui si racconta nella mitologia degli ottentotti e dei khoi.

## Descrizione
Hai-uri possiede una gamba sola e un braccio solo, ma con poderosi salti riesce a nascondersi fra i cespugli per cacciare gli esseri umani, catturarli e trascinarli nel suo covo; si dice che appaia solo a metà perché non riesce ad uscire del tutto dal mondo sotterraneo da cui proviene. 
A dispetto del suo corpo, Hai-uri è molto agile ed è dotato di una parziale invisibilità che gli permette di piombare di nascosto sulla preda.